# Got Live if You Want It!
Got Live If You Want It! je první živé album kapely The Rolling Stones, vydané v roce 1966 a to pouze ve Spojených státech, kde se umístilo na šestém místě a získalo zlatou desku. Svým názvem odkazuje na EP got LIVE if you want it! vydané pouze ve Velké Británii v roce 1965.
Toto živé album nepatří mezi povedené nahrávky Rolling Stones. Většina materiálu byla pořízena během vystoupení v Royal Albert Hall v roce 1966. Některé písně však vůbec nebyly nahrány naživo, ale jen přidány zvukové stopy s ječícími fanynkami k několika starším studiovým R&B předělávkám. To ale není jediný kaz této desky. I samotné vystoupení a hlavně zpěv se jeví dosti odbytě, v některých pasážích zní falešně. To samé platí i o zvukové stránce celé desky. Album je tak spíše než záznamem koncertního umění Rolling Stones zajímavým suvenýrem do sbírky a ukázkou nízké kvality nahrávací techniky v roce 1966.

## Seznam skladeb
Autory jsou Mick Jagger a Keith Richards, pokud není uvedeno jinak.
1. "Under My Thumb" - 2:54
2. "Get Off Of My Cloud" - 2:54
3. "Lady Jane" - 3:08
4. "Not Fade Away" (Buddy Holly/Norman Petty) - 2:04
5. "I've Been Loving You Too Long" (Otis Redding/Jerry Butler) - 2:55
  - Studiová nahrávka z 11. května 1965 s doplněnými zvuky publika
6. "Fortune Teller" (Naomi Neville) - 1:57
  - Studiová nahrávka z 8. srpna 1963 s doplněnými zvuky publika
7. "The Last Time" - 3:08
8. "19th Nervous Breakdown" - 3:31
9. "Time Is on My Side" (Norman Meade) - 2:49
10. "I'm Alright" - 2:27
11. "Have You Seen Your Mother Baby, Standing in the Shadow?" - 2:19
12. "(I Can't Get No) Satisfaction" - 3:05